# Мицудзава (стадион)
«Ниппацу Мицудзава» (яп. 三ツ沢公園球技場) — стадион, расположенный в городе Иокогама, префектура Канагава, Япония. Является домашней ареной клуба Джей-лиги «Иокогама». Иногда стадион используется футбольной командой «Иокогама Ф. Маринос». Стадион вмещает 15 454 зрителя и был открыт в 1955 году.

## История
Стадион был открыт в 1955 году. До 1999 года стадион использовался ныне не существующей футбольной командой «Иокогама Флюгельс».
Во время летних Олимпийских игр 1964 года на стадионе был проведён ряд матчей олимпийского футбольного турнира.

## Транспорт
- Синяя Линия Yokohama Municipal Subway: станция Мицудзава-Камитё — 15-20 минут пешком.